# Лавка господина Линя
«Лавка господина Линя» (кит. трад. 林家鋪子, упр. 林家铺子, палл. Линь цзя пу цзы) — китайский драматический художественный фильм 1959 года, снятый режиссёром Шуй Хуа по сценарию Ся Яня на Пекинской киностудии. Экранизация повести Мао Дуня. Главную роль исполнил Се Тянь. Фильм дублирован на киностудии «Ленфильм» в 1960 году.

## Сюжет
Господин Линь управляет семейной лавкой в городке в нескольких сотнях километров от Шанхая. На его дела негативно оказывают влияние такие факторы, как японское вторжение, коррумпированная внутренняя политика и исторические обстоятельства. В школе его дочь высмеивают одноклассники за то, что она носит одежду японского производства. Городская торговая палата извлекает выгоду из антияпонских настроений в обществе, устанавливая запрет на продажу японских товаров. Линь, тем не менее, предлагает взятки, чтобы и далее продавать запрещённую продукцию, но под видом китайских товаров. После начала японо-китайской войны заёмщик Линя из Шанхая требует, чтобы его долг был выплачен немедленно. В попытке найти деньги Линь вынужден выжать максимум из крестьян, арендующих его землю. В то же время незаконная торговля японскими товарами наконец приводит хозяина лавки за решётку. После того, как помощник выручает Линя, торговец решает бежать. В то время как главные заёмщики Линя прибирают к рукам его собственность в качестве залога, мелкие — становятся реальной жертвой его банкротства.

## В ролях
- Ма Вэй — Линь Минсю
- Се Тянь — хозяин Линь
- Хань Тао — председатель торговой палаты Юй
- Лян Синь — сотрудник лавки
- Цай Юаньюань — Сы
- Го Бин — хозяин Чэнь
- Ань Жань — господин У
- Линь Бинь — госпожа Линь
- Юй Чжунъи — Фу
- Юй Лань — вдова Чжан
- Чжао Цзыюэ[итал.] — Лао Тунбао
- Фэн Шунь — монах Лу
- Ди Ли[кит.] — тётушка Чжу
- Хань Янь — хозяин Ван
- Чэнь Шу[кит.] — гость из Шанхая
- Чжан Лян — Шоушэн
- Ба Лихуа — начальник управления Бу
- Чжоу Сэньгуань — Чэнь Лаоци

## Признание
Кинолента попала в список «100 величайших фильмов на китайском языке» по версии тайбэйского кинофестиваля «Золотая лошадь».